# Birżebbuġa
Birżebbuġa és una ciutat i port a la Badia de Sant Jordi, al sud de Malta. Té més de 8.000 habitants. El nom de la ciutat significa 'terra d'oliveres' en idioma maltès.
La ciutat és molt coneguda pel restes fòssils de l'edat de gel, que van ser trobats a una cova propera anomenada Ghar Dalam.
L'església parroquial de Birżebbuġa està dedicada a Sant Pere.
La Filharmònica i Banda de Marxes de Birżebbuġa (Socjetà Filarmonika San Pietru Banda Birżebbuġa) va ser fundada en 1990 i participa activament en les activitats culturals i religioses de l'illa.

## Escut heràldic
L'escut de Birżebbuġa mostra un galó blau en forma de V i una branca d'olivera sobre el fons superior blanc. El blau representa l'aigua propera del mar Mediterrani i la branca d'olivera indica la importància d'aquesta planta en l'economia local.